# Шпотовка (Конотопский район)
Шпотовка (укр. Шпотівка) — село,
Шпотовский сельский совет,
Конотопский район,
Сумская область,
Украина.
Код КОАТУУ — 5922089301. Население по переписи 2001 года составляло 559 человек.
Является административным центром Шпотовского сельского совета, в который, кроме того, входят сёла
Базилевка и
Першотравневое.

## Географическое положение
Село Шпотовка находится на правом берегу водохранилища Ромен (река Ромен),
выше по течению на расстоянии в 4 км расположено село Базилевка,
ниже по течению на расстоянии в 2 км расположено село Капитановка,
на противоположном берегу — село Нехаевка.
По селу протекает пересыхающий ручей с запрудой.

## История
- Село Шпотовка известно с середины XVIII века.

## Экономика
- Молочно-товарная ферма.
- ЧП «Прометей».

## Объекты социальной сферы
- Школа І—ІІІ ст.
- Школа І—ІІ ст.
- Дом культуры.
- Два фельдшерско-акушерских пункта.